# Traición de Montreal
La Traición de Montreal (en inglés Montreal Screwjob), fue un incidente ocurrido en el evento Survivor Series producido por la World Wrestling Federation (WWF, ahora WWE), acaecido el día 9 de noviembre de 1997 con sede en el Molson Centre de Montreal, en Quebec, Canadá, durante una lucha entre Bret Hart y Shawn Michaels con el Campeonato de la WWF de por medio. Vince McMahon, presidente de la empresa, había acordado previamente con Hart un encuentro titular ante Michaels que terminaría en descalificación debido a la irrupción de otros luchadores durante el mismo. Sin embargo, cambió el final del combate sin informar a Hart para que éste perdiera el título ante Michaels; el árbitro Earl Hebner finalizó el combate después de que Michaels le aplicara a su oponente el sharpshooter, una llave de sumisión, sin esperar a que Hart se rindiese. Gracias a esta estratagema, Michaels fue declarado ganador del combate y nuevo campeón.
A finales de 1997, Hart estaba a punto de concluir su contrato con la WWF para incorporarse a la empresa rival, la World Championship Wrestling. Ante aquello, McMahon deseaba evitar que aquel corporativo anunciara su fichaje mientras aún ostentaba el título, por lo que dedujo que Hart debía perderlo inminentemente. Este se negó a cederlo en Canadá —su país de origen y donde su personaje era considerado como un héroe nacional— y ante Michaels, con quien mantenía una cierta animadversión dentro y fuera del ring; ofreció como alternativa renunciar al título al día siguiente, pero McMahon no aceptó.
El acontecimiento generó notorias consecuencias en el negocio y fue recogido en parte en el documental Hitman Hart: Wrestling with Shadows. El gran impacto del incidente lo convirtió en tema de combates y storylines durante la Attitude Era, y a su vez, influyó en la creación del personaje de "Mr. McMahon", arquetipo del jefe cruel. Hart fue aislado de la compañía por muchos años, mismos durante los cuales McMahon y Michaels recibieron el enfado del público ante la treta cometida al Hitman, siendo este más enfático cuando había funciones de la empresa en territorio canadiense; dicho resentimiento se mantiene en la actualidad. La relación entre McMahon y Hart mejoró con el paso del tiempo, y culminaría, tanto con la inducción de este último al Salón de la Fama de la WWE en el año 2006, como con su regreso a la compañía en la edición del programa RAW el 4 de enero de 2010.

## La salida de Bret Hart

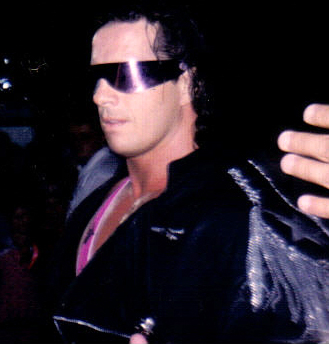
Bret Hart antes de su salida de la WWF.

A finales de 1997, Bret Hart ya sumaba catorce años de trayectoria como luchador de la World Wrestling Federation; tras haber comenzado su carrera en el año 1984 como miembro del stable The Hart Foundation. El descendiente de Stu Hart había cosechado grandes éxitos en su carrera en solitario desde 1990, conquistando el Campeonato Intercontinental dos veces y el Campeonato de la WWF en cinco oportunidades. Su importancia como luchador era cada vez más desafiada por el stable The Kliq, el cual estaba conformado por Kevin Nash, Shawn Michaels, Razor Ramon, Paul Levesque y Sean Waltman, quienes tenían una gran influencia en la compañía, a un nivel similar al del Hitman. Tras la celebración de WrestleMania XII, Hart se tomó unas vacaciones de siete meses, durante las cuales negoció contratos tanto con la World Wrestling Federation como la World Championship Wrestling. En octubre de 1996, Hart rechazó una oferta de la WCW por 9 millones de dólares y firmó un contrato por veinte años que le ofreció McMahon, bajo la promesa de ser el luchador mejor pagado de la compañía y de tener un puesto importante asegurado en el corporativo tras su retiro.
Sin embargo, a mediados de 1997, la WWF atravesaba problemas financieros debido a la dura competencia contra la WCW, la cual se había convertido en la mejor empresa de lucha libre en los Estados Unidos. Al mismo tiempo, los planes de McMahon de sacar al mercado acciones de la empresa requerían que se minimizaran los compromisos financieros a largo plazo.
Durante varios meses previos a Survivor Series, Hart y Michaels tuvieron una serie de enfrentamientos en el backstage, incluyendo una pelea tras un House Show en Hartford, Connecticut. Tras una función en San José, California, Hart habló con Michaels sobre el profesionalismo y de la confianza mutua en el ring. Éste le dijo que no tendría problemas en perder frente a él, en caso de que McMahon se lo pidiera. Michaels, en cambio, le dijo que nunca perdería contra él. Hart quedó indignado por la actitud de Michaels, por lo que se negó a perder el Campeonato de la WWF frente a él en Montreal.
McMahon comenzó a aplazarle los pagos a Hart, lamentado su decisión de ofrecerle un contrato largo y caro, mientras le informaba de la delicada situación financiera del consorcio, a la par de comenzar a animarlo a que buscase empleo en la competencia. McMahon no tenía ningún problema con que Hart utilizara el personaje de "The Hitman" en la WCW, pero le preocupaba la posibilidad de que arribase a dicha promoción portando el Campeonato de la WWF, especialmente después de que la entonces Campeona Femenina de la WWF Alundra Blaze, al incorporarse a esta empresa, arrojara el cinturón de su título a la basura durante un programa en vivo y en horario estelar. Dudando de sus sentimientos de lealtad, Hart entró en negociaciones con la WCW, y mientras consideraba una oferta del entonces presidente de dicha empresa, Eric Bischoff, McMahon le dijo que la empresa cumpliría con su contrato si se quedaba. Sin embargo, cuando Hart habló con su jefe sobre los futuros planes y storylines, quedó muy decepcionado. De acuerdo al documental Hitman Hart: Wrestling with Shadows, Hart reconoció que su carrera estaba limitada por su personaje, consistente en un nacionalista canadiense que había sido ideado por el presidente de la WWF. A lo largo de 1997, Hart criticaba regularmente a Estados Unidos, declarando que lo consideraba un país inferior a su natal Canadá, provocando la ira de la audiencia estadounidense y ganando el respeto de los fanáticos canadienses. Sin embargo, esto no lo convertía ni en face ni en heel, amén de impedirle su participación en historias interesantes. Aunado a que también se sentía incómodo con la senda que se tomaba hacia la etapa que sería posteriormente conocida como Attitude Era, Hart se convenció para notificar a su empresa que firmaría con la WCW, quienes le ofrecieron un contrato por 3 millones de dólares anuales y cuyo fichaje se haría del conocimiento público apenas un día después de transcurrido Survivor Series. Cuando Hart le preguntó a su jefe si se burlarían de él tras su salida de la empresa (como había ocurrido anteriormente con otros elementos), McMahon le aseguró que eso no pasaría nunca.

## El plan original para la lucha
Durante las negociaciones para determinar el fin de la lucha, el presidente de la WWF señaló su intención de que Hart perdiera su campeonato, a lo que este respondió que estaba dispuesto a ello, siempre y cuando no fuere en Survivor Series; entre sus motivos, estaba el hecho de que el evento se realizara en su tierra natal; Montreal, Canadá. Fue así como se acordó el supuesto fin de la lucha: una victoria por descalificación para Michaels cuando Davey Boy Smith lo atacara en medio de las acciones.
Siguiendo ese mismo acuerdo, Hart sería derrotado por Michaels tan sólo la velada siguiente, con lo cual perdería su cetro y tomaría camino con rumbo a la WCW.

## Preparación y ejecución

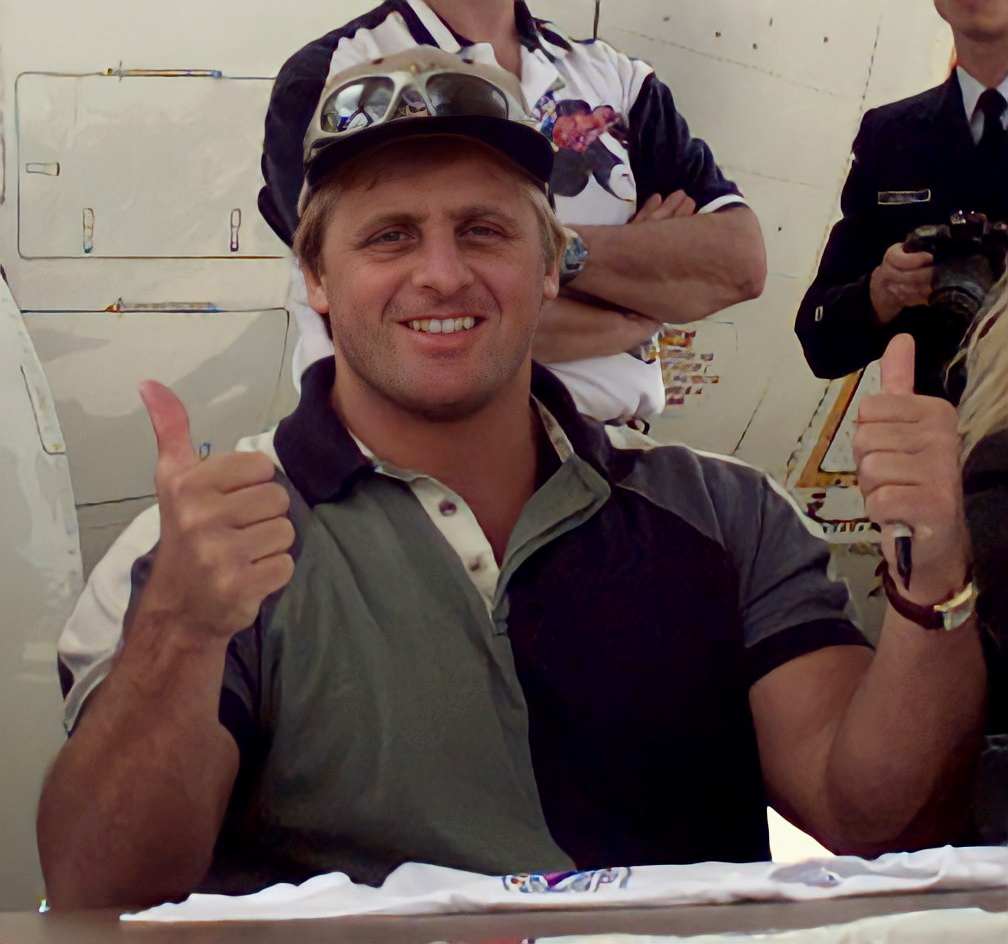
Owen Hart, según la planificación oficial de la lucha, sería uno de los que interrumpirían para que esta terminase en descalificación.

El miércoles anterior a Survivor Series (que sería realizado el domingo de esa semana), McMahon se reunió con Michaels, Triple H y su círculo cercano de consejeros en un cuarto de hotel en Montreal para preparar la traición. No está claro el detalle de cuanta gente sabía del asunto, pero los ayudantes cercanos a McMahon, Gerald Brisco y Robert Remus, habían estado envueltos en la planificación. Adicionalmente, McMahon y Michaels habían pactado para mantener a Pat Patterson apartado, sabiendo de su cercana relación con Hart. Precisamente, estos dos últimos se habían reunido con anterioridad con Michaels para discutir acerca de la preparación y los detalles del combate, con Hart previamente aceptando que el contendiente a su cetro le ejecutase el Sharpshooter en un momento en el que el árbitro se encontraría inconsciente en el ring.
El resto del encuentro, en teoría, fue planeado de la siguiente manera: el canadiense agarraría del pie a Michaels y revertiría la llave, poniéndolo en su "Sharpshooter. Michaels se rendiría ante la llave de sumisión, pero el árbitro aún estaría inconsciente. Hart lo soltaría de la llave para intentar despertar al árbitro, pero Michaels lo golpearía con su movimiento final, el Sweet Chin Music, para cubrirlo posteriormente. En ese instante, el árbitro Mike Chioda aparecería entonces corriendo hacia el cuadrilátero con Owen Hart, Jim Neidhart, y Davey Boy Smith siguiéndolo de cerca. El árbitro empezaría la cuenta, pero Owen y Davey Boy romperían la cobertura. El árbitro inicial se recuperaría y empezaría también la cuenta, pero Hart lograría levantarse, a lo que seguirían unos minutos más de batalla antes de que el encuentro terminara en descalificación luego de que los acompañantes de Hart se fueran a los golpes contra Michaels, y con Hart reteniendo su título aquella noche.
Michaels le sugeriría más tarde a McMahon que la jugarreta fuese ejecutada mientras él tuviese sometido a Hart en el Sharpshooter, con el árbitro levantándose y pidiendo que sonara la campana, haciendo aparecer como si Hart se hubiese rendido. De acuerdo a la versión de los hechos de Michaels en su autobiografía publicada el 2005, Heartbreak and Triumph: The Shawn Michaels Story, el árbitro de la lucha fue informado por Michaels del plan en la mañana del domingo, justo el día en que el evento Survivor Series tendría lugar.

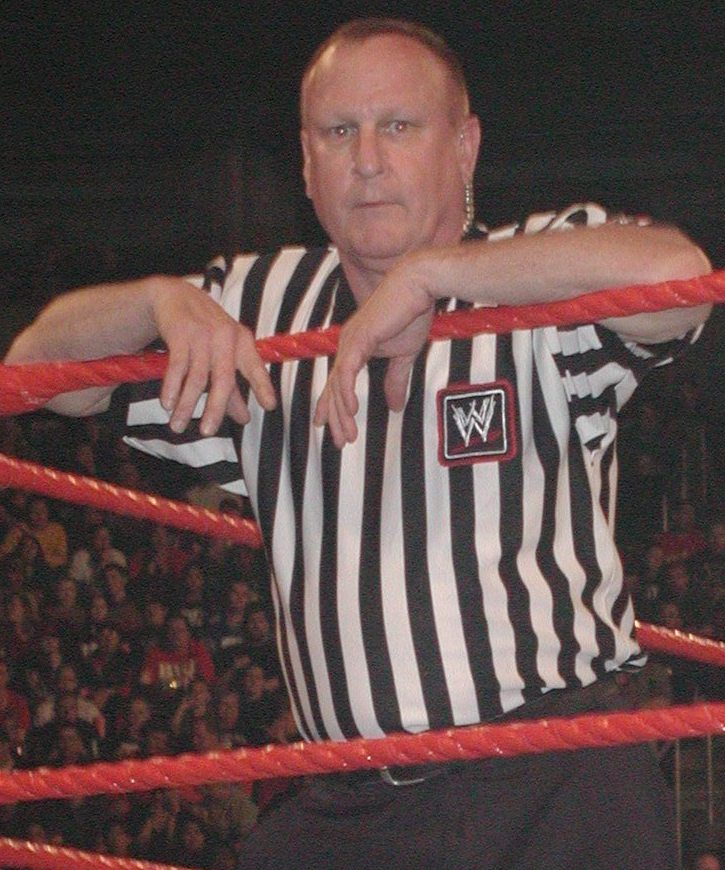
Earl Hebner, el árbitro del encuentro, quien jugó una parte crucial en la traición.

La tensión y la agitación estaban a un nivel muy alto en la víspera de la función y el combate esperado. Hart, quien se encontraba nervioso por el final del mismo, fue previamente advertido de la posibilidad de una trampa por su cuñado y miembro de la Hart Foundation, Jim Neidhart, así como también por Vader, quien había experimentado situaciones similares mientras laboraba en Japón. Aconsejaron a Hart que estuviese alerta, que saliera de inmediato cuando lo cubriesen para evitar conteos rápidos y que no dejara que le aplicasen alguna llave de rendición en ningún momento. En su documental de 1998, Hart dijo que sus temores habían sido previamente atenuados debido a que era amigo cercano de Hebner y que confiaba en el implícitamente. Cuestionado por el Hitman, el referí habría jurado por sus hijos que él nunca participaría en una cruzada contra él y que antes renunciaría a su trabajo que ser partícipe en algo así.
El Molson Center en Montreal se encontraba abarrotado esa noche, con más de 20.000 fanes asistiendo al evento. Se habían filtrado rumores de la inminente partida de Hart de la WWF, lo que había aumentado consecuentemente el interés de los fanes en la lucha. Las señales confusas y una guerra de palabras entre Hart, McMahon, Michaels y la World Championship Wrestling incrementaron aún más la expectación. Las emociones también estaban a flor de piel dado el feudo entre Hart y Michaels, que daba pie a la línea argumental de «EE.UU vs Canadá». Aunque ambos hombres habían sido cordiales uno con el otro tras bambalinas, oficiales de la compañía ordenaron un alto despliegue de agentes de la compañía alrededor del ring como precaución, en caso de que Hart decidiera atacar a Michaels o a McMahon debido a lo que se estaría por venir. Altamente inusual para cualquier evento de lucha, este despliegue fue explicado en televisión como una precaución necesaria debido a la intensa animosidad entre los personajes de Hart y Michaels. También existía una legítima preocupación de que Michaels fuese atacado durante la parte de la lucha planificada para llevarse a cabo en medio del público, por parte de fanes molestos con su actitud despreciativa hacia el lábaro patrio canadiense. 
La entrada del "Heart-Break Kid" fue recibida por un fuerte abucheo, y al llegar al ring, procedió a restregar la bandera canadiense en su entrepierna, para luego sonarse la nariz con ella y realizar movimientos pélvicos sobre la bandera «Michaels sostiene a la fecha que la profanación de la bandera fue sugerida por Hart como una manera efectiva de obtener aún más repudio y emoción de parte del público». Esta furia tangible de los presentes se convirtió en un estridente vitoreo cuando Hart entró a escena, portando la bandera canadiense y usando su cinturón de campeón. Sin embargo, este lucía visiblemente perturbado por segmentos del público que estaban informados de su marcha a la competencia y no dudaron en incomodarlo, emitiendo cantos que profesaban la frase: “You sold out!” (“¡Te vendiste!”) durante la lucha.

Apenas comenzaba la esperada batalla, los dos fuertes rivales llevaron las acciones afuera del cuadrilátero y con dirección hacia el público, siendo seguidos por McMahon y oficiales de la compañía. Cuando se acercaba el momento más álgido de la pelea, ambos contendientes regresaron al ring mientras la seguridad del corporativo continuaban siguiendo los acontecimientos muy de cerca. Como estaba planeado, Michaels empujó a Hebner enfrente de él mientras Hart saltaba desde la cuerda superior, mandando a los tres hombres a la lona y dejando al árbitro desmayado por el impacto. Michaels y Hart se levantaron, pero el retador al campeonato máximo realizó un Eye Rake en los ojos de su adversario, mandándolo de vuelta a la lona. Entonces, Michaels procedió a agarrar las piernas de Hart para ejecutar el Sharpshooter. En este punto, se escuchó al director del combate gritando instrucciones a los auriculares de Hebner para que se levantara, pero Hart no notó nada extraño. Mike Chioda, el árbitro que se suponía debía correr después de que Hebner quedará fuera, empezó a manifestar en los vestidores su confusión ante lo que estaba observando, pues gritaba que no se suponía que Hebner se levantase aún.

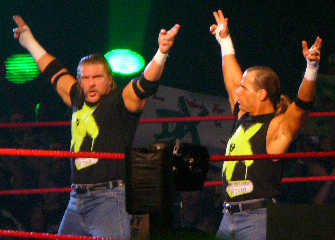
Triple H estuvo envuelto en la traición al saberlo todo; al final de la lucha, fue encarado por la familia Hart.

 Patterson reaccionó de manera similar, y la misma situación ocurrió con Owen Hart y Davey Boy Smith quienes, tras bambalinas, aguardaban la señal para entrar. Michaels fue observado por varios espectadores haciéndole señas visuales a Hebner mientras le aplicaba el Sharpshooter a Hart, lo que algunos asentarían después como una evidencia de que él estaba al tanto del plan. Contrariamente a lo acordado de antemano, Michaels reforzó la llave y se rehusó a ofrecer su pierna para que Hart pudiese salir del castigo. En ese momento, Hebner se levantó, miró hacia el cronometrador y gritó: “¡Toca la campana!”, y tras recibir un fuerte codazo, a la par que la misma orden de manera enérgica por McMahon, el hombre obedeció justo cuando Hart lograba agarraba la pierna de Michaels, con lo cual rompió la llave y causó que su oponente cayera.
En ese instante, el tema oficial de Michaels comenzó a retumbar en el recinto, y entonces, el anunciador lo declaró oficialmente el vencedor y nuevo Campeón de la WWF. Tan pronto como había dado por finalizado el duelo, Hebner ya había huido del ring, y posteriormente de la arena, para dirigirse a su hotel. Después del impacto inicial, Hart inmediatamente se dio vuelta y escupió directamente a la cara de McMahon, mientras Michaels fingía estar confundido. Entonces, McMahon ordenó a Michaels: “¡Toma el condenado cinturón y sal de aquí de una maldita vez!”. Actuando como si estuviese enfurecido, este salió de la arena, viéndose acompañado por Brisco y Triple H. McMahon y la mayoría de los otros oficiales del consorcio también se retiraron a los camerinos rápidamente, mientras que un furioso Hart destrozaba cámaras, monitores, equipamiento del ring y cuanto más se encontrara a su paso. Las personas presentes también manifestaban su furia e indignación sobre McMahon y oficiales de la promoción, llegando a tirarles basura y a despedir a Michaels del escenario a punta de empujones, mientras este corría hacia el vestuario. Owen Hart, Jim Neidhart y Davey Boy Smith subieron al ring y tuvieron una conversación con Hart luego de conseguir tranquilizarlo. Este último, ya pasado el fuerte y amargo trago, trazó con sus dedos las letras “W-C-W”, para después decirle de la misma manera al público: “Los amo”, quienes lo aclamaban mientras se retiraba del escenario.

## Reacciones
Aunque la mayor parte del público que presenciaba en vivo el espectáculo en Montreal entendió rápidamente lo que había ocurrido y reaccionó furiosamente, la mayoría de los televidentes estaban confundidos ante la situación, dado que Survivor Series había cerrado su transmisión cuatro minutos antes de lo planificado, teniendo como imagen final a Michaels sosteniendo el cinturón mientras caminaba rumbo al vestuario. Rumores y expresiones de sorpresa y choque se dieron a cuentagotas apenas la lucha y la función habían terminado. Muchos fanes y observadores lo consideraron uno de los finales más creativos y grandiosos de todos los tiempos. Los shows posteriores a la "traición" mostraban a una gran cantidad de aficionados coreando estruendosamente «Queremos a Bret», sosteniendo pancartas en apoyo a este y con rechiflas a Michaels, McMahon y cualquier otro personaje que creyesen que hubiese tenido que ver en el recordado incidente. Analistas de lucha libre especularon sobre la posibilidad de que aquel acontecimiento causara que la WCW se transformase en la marca dominante en Canadá, donde una parte mayoritaria de los fanes se había mantenido leal a la WWF, especialmente debido a que la familia Hart trabajaba en la compañía.
Como se puede apreciar en el documental que compiló todos los hechos de forma íntegra, Hart procedió a dirigirse a los vestidores e interrogó a Michaels, quien aparentaba estar molesto por el resultado y aseguraba que no sabía nada de lo que había sucedido. McMahon se encerró en su oficina, junto con Patterson y otros de sus asistentes. En aquel instante The Undertaker, quien se encontraba furioso con McMahon, golpeó la puerta de la oficina y le exigió a este que se disculpara con Hart. Según lo señalado por Michaels en su autobiografía, McMahon le pidió que no contase nada a nadie sobre lo acaecido, pues ocupaba que todos pensaran que solo él había sido la mente maestra de todo. A su vez, Michaels le aseguró a Hart que no saldría con el título al día siguiente en RAW, además de rehusarse a hacer cualquier comentario denigrante hacia él.
Esa noche, y tras la amarga derrota, Hart se dirigió a su camerino para ducharse y cambiarse luego de enterarse de que Brisco, Remus y McMahon se habían encerrado con llave en la oficina de este último. Cuando el presidente de la empresa fue hacia el camerino de Hart para intentar explicarse, este lo rechazó furibundo y lo amenazó con pegarle.  Un altercado surgió, con Hart golpeando a McMahon en la cara y derribándolo. Aunque Shane McMahon y Brisco forcejearon brevemente con Boy Smith y Hart, este les dijo que tomasen a McMahon y se fueran o se arriesgarían a sufrir consecuencias similares. Tras la agresión, Hart le pregunto airadamente a McMahon que si acaso le quedaría debiendo la suma monetaria pendiente que se le debía pagar, a lo que este último, aturdido por la agresión, respondió negativamente. En el pasillo afuera de los camerinos, la esposa de Hart en aquel entonces confrontaba airadamente a Triple H y a otros acerca del final del duelo. McMahon tenía un ojo morado y el tobillo torcido, lo cual según Hart, fue el resultado de que el puñetazo levantase a McMahon del suelo y aplastara el tobillo con el peso de su cuerpo al caer. 
Un minuto más tarde, Michaels y HHH fueron confrontados y atacados por fanes enfurecidos que se encontraban, tanto afuera del estadio, como en el lobby del hotel en que se hospedaban. Cuando Jim Neidhart, Davey Boy Smith y Owen Hart habían dejado Montreal con Bret Hart, McMahon enfrentó una gran revuelta en los camerinos del corporativo. La mayoría del elenco luchístico se mostró molesto con él y amenazaron con realizar un boicot a RAW o irse de la compañía. Viéndose ante tal dilema, McMahon organizó una reunión para intentar tranquilizar a los luchadores que estaban enojados al ver que un veterano de la empresa había sido traicionado por él – muchos temían por sus propios futuros y tenían sospechas acerca de su propio jefe. McMahon trató de explicar que Hart estaba ignorando los intereses de la compañía y que consideraba que este estaba poniendo en peligro el futuro de la misma al crear una posiblemente embarazosa situación que pudiese afectar sus fortunas; todo esto, tan solo por no haber accedido a perder el título en Canadá de buena manera. 
La revuelta fue también aminorada debido a que el mismo Hart aconsejó a sus excompañeros que cumplieran con sus obligaciones contractuales y que no arriesgasen sus carreras debido al episodio. Mick Foley no se presentó a la edición de RAW de la noche siguiente, pero se vio obligado a retornar a trabajar por estipulaciones de su contrato; Bret Hart comentaría en su autobiografía que, de haberse ido a la WCW, habría cometido un "suicidio profesional". De la familia Hart, sólo Owen continuó trabajando para la promoción estadounidense, estando incapacitado para terminar su contrato.
En la emisión de RAW desde Ottawa, Michaels apareció cargando el título de la WWF y actuando en un segmento, en el que se jactaba ante la audiencia de cómo había derrotado a Hart con su propio movimiento final y en su propio país. McMahon dio una entrevista televisada con el comentarista Jim Ross, explicando su versión de los hechos y diciendo una infame frase que pasaría a la posteridad por su contexto e intensidad: “Vince McMahon no traicionó a Bret Hart. Bret traicionó a Bret.” En otra edición del mismo show, Michaels realizó un sketch golpeando a un enano disfrazado como Hart. En WCW Monday Nitro, McMahon y Michaels fueron criticados por los comentaristas Mike Tenay y Tony Schiavone; además, Eric Bischoff anunciaba que el personaje de Hart había firmado con el stable New World Order, mientras Hollywood Hogan, Kevin Nash y Scott Hall portaban banderas de Canadá y entonaban el himno nacional de aquella nación como protocolo de bienvenida.

## Legado y consecuencias

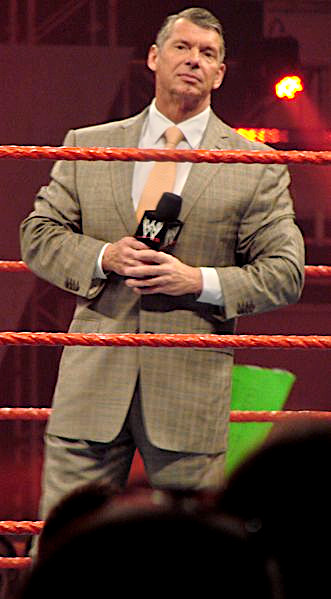
Vince McMahon aprovechó la molestia de los fanes para crear un personaje que resultaría de suma importancia para el porvenir de su compañía: "Mr. McMahon"

La Traición de Montreal aún es considerada uno de los más famosos acontecimientos en la historia del negocio y fue altamente publicitado en la lucha profesional; este efecto no se veía desde que Wendi Richter había perdido el Campeonato Femenino de la WWF a manos de una gladiadora enmascarada, quien tras el combate, revelaría su identidad hacia el público, resultando ser nadie menos que Fabulous Moolah; todo esto, después de una disputa por sueldos suscitada el 25 de noviembre de 1985. 
Hart fue marginado durante muchos años de la compañía por McMahon y rechazó ofertas de inclusión en el Salón de la Fama de la compañía. Tiempo después, la familia Hart expresaría su gigantesco sinsabor con McMahon y la WWF por la negligencia y falta de medidas de seguridad que podrían haber prevenido el accidente que acabaría, de forma prematura, con la vida de Owen Hart. El documental Hitman Hart: Wrestling with Shadows incluyó una filmación de las conversaciones de McMahon con Hart en las que se reafirmaba el final del encuentro en una descalificación, además de haber expresado su gran deseo de que la figura canadiense saliera en los mejores términos posibles de la compañía; también se pudo observar cómo Hart se rehusaba a dejarle el cinturón a Michaels.
El corporativo logró finalmente superar a la WCW gracias al comienzo de la Attitude Era, la cual conllevó al increíble despunte y a la gran popularidad de elementos como Stone Cold Steve Austin, The Rock, Mankind y Chyna. Debido a que el negocio de la empresa enemiga declinaba progresivamente y a que su compañía matriz, Time Warner, había sido adquirida por America Online, World Championship Wrestling fue puesta a la venta y comprada posteriormente por McMahon en 2001, convirtiendo así a su compañía en la única empresa dedicada a la lucha libre profesional en Estados Unidos. La incorporación de Hart a la competencia se había considerado en su momento como un «golpe maestro»; sin embargo, la compañía no supo cómo tratar a una estrella de la envergadura del Hitman ni fue capaz de sacar partido de su popularidad, técnica y gran clase sobre los encordados. La carrera de este se vio obligada a culminar de manera triste en el año 2000, cuando sufrió una seria conmoción cerebral durante un encuentro con Goldberg a causa de un golpe mal ejecutado. Michaels perdería el cetro máximo de la compañía ante Austin en WrestleMania XIV en 1998; y tiempo después de ello, sería forzado a retirarse de la lucha libre durante un cuatrienio debido a serias lesiones en el cuello y la espalda, pudiendo retomar su exitosa carrera en el año 2002.
Muchos aficionados y críticos especularon que la WWE realizó intentos de acercamientos con Hart desde 2004 que no lograron progresar ni concretarse sino hasta 2010. La victoria de Chris Benoit «luchador canadiense y amigo de la familia Hart» sobre Triple H y Michaels en el evento central de WrestleMania XX, lo que le significó ganar el Campeonato Mundial de Peso Pesado, así como la posterior defensa del cotizado cetro acaecida en el evento WWE Backlash tan solo un mes después con sede en Edmonton, fue considerada como una disculpa simbólica a Hart y a los fanes canadienses. Después de semanas de especulaciones, se anunció en agosto de 2005, en el portal web oficial de la compañía, que se había llegado a un acuerdo con el Hitman para colaborar en un proyecto de DVD en el que se relataría la carrera del gran ídolo canadiense en la lucha libre profesional. En entrevistas posteriores, Hart atribuyó su decisión a su deseo de ser recordado por su trayectoria, la cual abarcó dos décadas. El proyecto fue lanzado en 2006 bajo el nombre Bret "Hit Man" Hart: The Best There Is, The Best There Was, The Best There Ever Will Be. En él, tanto Hart como Bischoff negaron que una de las razones de la WCW para ficharlo fuera que ostentara el título de la empresa rival por aquel tiempo. Mientras que McMahon aseveró que había un mutuo arrepentimiento, Hart defendió sus acciones y afirmó que apoyaba lo que hizo en ese momento.
El impacto de la Traición de Montreal definió historias y rivalidades posteriores que contribuirían muchísimo para el éxito global de la compañía; se aprovechó exitosamente la molestia de los fanes hacia McMahon para crear el personaje de “Mr. McMahon”, consistente un jefe heel autoritario y arrogante que buscaba imponerse sobre personajes rebeldes como "Stone Cold" Steve Austin. Dentro de las líneas argumentales, McMahon “traicionaba” a esos luchadores para entregarle el título a los de su preferencia. Su lema: “Bret traicionó a Bret”, inspiró promos que McMahon realizaría durante su feudo con Austin. En Unforgiven: In Your House, McMahon se sentó al lado del ring durante la defensa del título de Austin, lo que causó que este aludiese a la "Traición de Montreal" durante su entrevista promocional. En la edición de Survivor Series de 1998 – el primer aniversario de la traición –, el hijo de McMahon, Shane, como árbitro de una batalla, abandonó su rebelión contra su padre en pantalla y dejó que este traicionara a Austin, al rehusarse a contar la cobertura de este último sobre Mankind.

## Recreaciones
Fue tanta la popularidad de esta jugarreta a Hart, que hasta en luchas ajenas a la WWE recurrieron a repetir tal suceso con el fin de hacer más interesantes ciertos ángulos y combates. A continuación, se mencionan en orden cronológico los casos conocidos de réplicas de la llamada "Traición de Montreal":
- 1998: En un combate entre Mankind y The Rock por el Campeonato de la WWF. Justo cuando este último le aplicó el Sharpshooter a su oponente, McMahon pidió que tocaran la campana, ante lo cual, The Rock fue declarado vencedor por rendición y nuevo dueño del título, recreando de manera completa la traición a Hart, esta vez con un enroque entre los respectivos personajes face y heel.[20] Para finiquitar aquella noche, McMahon le respondió a la impresionada audiencia, acerca del giro de The Rock a heel, imitando la frase de su entrevista con Ross: «Vince McMahon no traicionó a la gente, ¡la gente traicionó a la gente!».
- 1999: Evento Starrcade, de la empresa World Championship Wrestling. Hart peleaba ante Goldberg, poniendo su Campeonato Mundial Peso Pesado de la WCW en juego. Durante la lucha, Hart le aplicó el Sharpshooter a su contrincante e, inmediatamente, Roddy Piper le dio la victoria a Hart, quien retuvo el cinturón.
- 2006: En una contienda durante la edición del 18 de marzo de Saturday Night’s Main Event que enfrentaba a Michaels y a Shane con su padre, Vince McMahon. Este último noqueó al árbitro en turno del encuentro, Mike Chioda, justo cuando su vástago tenía al Heart-Break Kid atrapado en el Sharpshooter. McMahon le gritó al cronometrador que tocara la campana, darle la victoria “por rendición” a Shane.
- 2009: Durante la lucha estelar del evento Breaking Point, realizado en el Bell Centre de Montreal.  CM Punk aplicaba la Anaconda Vice a The Undertaker. En aquel instante, el árbitro mandó sonar inmediatamente la campana, dando por vencedor a Punk sin que su rival se rindiera.[21]
- 2010: En el programa semanal de TNA, TNA iMPACT!. El entonces Campeón Mundial Peso Pesado de TNA AJ Styles, defendió el título ante Kurt Angle. Durante la lucha, Styles aplicó el movimiento final de Angle a su oponente, el Angle Lock. El árbitro del encuentro, Earl Hebner, hizo sonar inmediatamente la campana por orden de Hogan sin que Angle se hubiera rendido, saliendo Styles ganador.
- Un intento frustrado de volver a realizar la mala jugada se dio en 2011, en el evento Money in the Bank y durante un combate titular que enfrentaba al entonces Campeón de la WWE, John Cena y a CM Punk. En un momento durante la reyerta, y justo cuando el monarca tenía sometido a su rival con su llave de rendición, McMahon hizo acto de presencia en ese instante haciéndose acompañar de John Laurinaitis, a quien mandaría a obligar al encargado de la campana a dar por finalizado el duelo a favor del entonces titular. En ese momento, Cena soltó del castigo a Punk y se interpuso en el camino de Laurinaitis, golpéandolo y dejándolo noqueado en el suelo, impidiendo así que se diese su victoria de manera deshonesta; tan sólo instantes después de eso, Punk daría cuenta de su adversario para hacerse con el título máximo del corporativo por primera vez en su trayectoria.
- 2016: Durante el evento Payback: el árbitro en turno, Charles Robinson, detuvo el combate por el Campeonato Femenino de la WWE entre la campeona Charlotte y Natalya, quienes contaban con las presencias de Ric Flair y Bret Hart, respectivamente; en aquella ocasión, Charlotte lograba la victoria y retenía su campeonato.

## Resolución de la rivalidad
El 16 de diciembre de 2009 se anunció oficialmente que Bret Hart había firmado un contrato con la WWE, efectivo desde el 1 de enero del 2010 hasta el 10 de abril del mismo año. El 4 de enero de 2010, el Hitman apareció como anfitrión especial en RAW, donde volvía a la empresa desde que Hart sufriera la "Traición de Montreal"; durante el show, Hart perdonó a Shawn Michaels y a McMahon por lo ocurrido, y al finalizar esa función, Vince apareció para darle la mano en señal de amistad, aunque todo era una trampa para que McMahon pudiese atacar a Hart, reavivando así su feudo de 13 años de antigüedad. Durante los siguientes shows, Hart aparecía y atacaba a Vince, retándole a una lucha en WrestleMania XXVI, pero este no aceptaba, y en una ocasión, gracias a Batista, Hart fue humillado por McMahon, yendo al rescate John Cena e iniciando un choque con Batista que culminaría tiempo después. El 15 de febrero, mientras Hart se retiraba de la arena, sufrió un accidente que lo dejaba fracturado en su pierna (Kayfabe) y el 1 de marzo, McMahon retó a Hart en una lucha en WrestleMania aprovechando su estado físico; a pesar de eso, el canadiense aceptó el desafío. Tan sólo días después, Hart reveló a su gran enemigo que, en realidad, jamás se había roto la pierna, y que todo aquello había sido tan sólo un timo hacia McMahon para que este firmara la lucha para el magno evento de ese año.
El combate en WrestleMania XXVI entre Bret y Vince fue bajo la estipulación de No Holds Barred Match, contado además con The Hart Dynasty y el resto de la familia del Hitman como leñadores. Con esta gigantesca ventaja, Hart apalizó sin piedad a McMahon y le sacó la rendición con su poderoso e icónico Sharpshooter, culminando así, y de manera oficial, las repercusiones de un suceso histórico para la lucha libre que quedó para la posteridad desde el día de su acontecimiento: la "Traición de Montreal".